# 川向 (印西市)
川向（かわむかい）は、千葉県印西市の大字。郵便番号270-2319。

## 地理
東は佐野屋、西は笠神に隣接している。

## 歴史
- 本埜村笠神字川向の一部が川向となる。
- 2010年（平成22年）3月23日 - 印旛村・本埜村が印西市に編入。印西市川向となる。